# جورپایان
جورپایان (Isopoda) راسته‌ای از سخت‌پوستان هستند که شامل جانورانی چون خرخاکی و موریانه دریایی می‌شود. جورپایان ازجمله کیسه‌میگووارها Peracarida هستند یعنی کیسه زایشی دارند. تمام این جدانداران دارای استخوان‌بندی بیرونی سفت و چند بخشی، دو جفت شاخک، هفت جفت پای متصل به سینه و پنج جفت برآمدگی (اندام بیرونی) که متصل به بخش شکم هستند که به برای تنفس استفاده میشنود، هستند.
آثار سنگواره‌ای جورپایان از دوره کربونیفر تا دست‌کم ۳۰۰ میلیون سال پیش یافته شده‌است.
بیشتر جورپایان در آب زندگی می‌کنند اما برخی گونه‌ها نیز خود را با خشکی سازگار کرده‌اند. گروه کوچکی به نام خرخاکی کاملاً خشکی‌زی شده اما آب‌شش‌های خود را حفظ کرده‌است. جورپایان از طریق برخورداری از کیسه زایشی راهی پیدا کرده‌اند که در مراحل اولیه زندگی نیازی به رفتن به آب‌های عمیق یا آبگیرها نداشته باشند.